# Icon & The Black Roses
Icon & The Black Roses sind eine 1999 gegründete Dark-Rock-Musikgruppe aus Portugal.

## Geschichte
1999 gründete der Sänger João Silva (Johnny Icon) die Band Blue Obsession. Sie spielten das Demo 4 Winter Songs ein und bewarben sich damit bei mehreren Plattenfirmen in Europa, bis sie von Dark-Wings Records unter Vertrag genommen wurden. Nach einigen Wechseln im Mitgliedergefüge der Band wurde diese in Icon umbenannt. Eine fertiggestellte 5-Lieder-EP, die in Deutschland erscheinen sollte, wurde letztlich doch nicht veröffentlicht, da die Plattenfirma lieber ein vollwertiges Album wünschte. Ein solches wurde dann in Lissabon eingespielt und unter dem endgültigen Bandnamen 2004 in ganz Europa veröffentlicht. Die Fachpresse nahm dieses Album wohlwollend auf und zog Vergleiche zur finnischen Band HIM. Anfang 2005 gab die Formation jedoch überraschend ihre Auflösung bekannt. Die Mitglieder der Band spielten fortan in anderen Gruppen.
Sechs Jahre später, Ende 2011, ließ die Band auf ihrer Myspace-Seite verlauten, dass die Band wieder zusammengefunden habe und gemeinsam an einem neuen Album, das den Namen Thorns tragen wird, arbeite.

## Diskografie
- 2001: 4 Winter Songs (Demo)
- 2003: Lágrima (EP)
- 2004: Icon & the Black Roses (Album)
- 2013: Thorns (Album)